# Campionat d'Europa de bàsquet masculí de 1939
L'edició III del Campionat d'Europa de bàsquet masculí se celebrà a Lituània del 21 al 28 de maig del 1939 a la ciutat de Kaunas. El campionat va comptar amb la participació de 8 seleccions nacionals.

## Grup
Els vuit equips s'enquadraren en un únic grup:
| Equip     | J | G | P | T+  | T-  | DT   | PTS |
| --------- | - | - | - | --- | --- | ---- | --- |
| Lituània  | 7 | 7 | 0 | 396 | 137 | +259 | 14  |
| Letònia   | 7 | 5 | 2 | 353 | 163 | +190 | 12  |
| Polònia   | 7 | 5 | 2 | 242 | 216 | +26  | 12  |
| França    | 7 | 4 | 3 | 265 | 216 | +49  | 11  |
| Estònia   | 7 | 4 | 3 | 286 | 267 | +119 | 11  |
| Itàlia    | 7 | 2 | 5 | 225 | 216 | +9   | 9   |
| Hongria   | 7 | 1 | 6 | 162 | 343 | -181 | 8   |
| Finlàndia | 7 | 0 | 7 | 70  | 541 | -471 | 7   |

### Resultats[2]
| Data     | Partit   | Partit | Partit    | Resultat |
| -------- | -------- | ------ | --------- | -------- |
| 22.05.39 | França   | -      | Finlàndia | 76-11    |
| 22.05.39 | Polònia  | -      | Estònia   | 35-31    |
| 22.05.39 | Itàlia   | -      | Hongria   | 39-21    |
| 22.05.39 | Lituània | -      | Letònia   | 37-36    |
| 23.05.39 | Polònia  | -      | França    | 38-36    |
| 23.05.39 | Itàlia   | -      | Finlàndia | 63-13    |
| 23.05.39 | Lituània | -      | Estònia   | 33-14    |
| 23.05.39 | Letònia  | -      | Hongria   | 58-24    |
| 24.05.39 | França   | -      | Itàlia    | 31-24    |
| 24.05.39 | Lituània | -      | Polònia   | 46-18    |
| 24.05.39 | Letònia  | -      | Finlàndia | 108-7    |
| 24.05.39 | Estònia  | -      | Hongria   | 64-18    |
| 25.05.39 | Estònia  | -      | Finlàndia | 91-1     |
| 25.05.39 | Polònia  | -      | Hongria   | 42-20    |
| 25.05.39 | Letònia  | -      | Itàlia    | 38-23    |
| 25.05.39 | Lituània | -      | França    | 48-18    |
| 26.05.39 | Letònia  | -      | França    | 45-26    |
| 26.05.39 | Lituània | -      | Hongria   | 79-15    |
| 26.05.39 | Estònia  | -      | Itàlia    | 29-22    |
| 26.05.39 | Polònia  | -      | Finlàndia | 46-13    |
| 27.05.39 | Polònia  | -      | Itàlia    | 43-27    |
| 27.05.39 | França   | -      | Hongria   | 45-19    |
| 27.05.39 | Lituània | -      | Finlàndia | 112-9    |
| 27.05.39 | Estònia  | -      | Letònia   | 26-25    |
| 28.05.39 | Lituània | -      | Itàlia    | 41-27    |
| 28.05.39 | Hongria  | -      | Finlàndia | 45-16    |
| 28.05.39 | França   | -      | Estònia   | 33-31    |
| 28.05.39 | Letònia  | -      | Polònia   | 43-20    |

## Medaller
|          |         |         |
| Lituània | Letònia | Polònia |

## Classificació final[3]
| 1. - Lituània  |
| 2. - Letònia   |
| 3. - Polònia   |
| 4. - França    |
| 5. - Estònia   |
| 6. - Itàlia    |
| 7. - Hongria   |
| 8. - Finlàndia |

## Trofeus individuals

### Millor jugador (MVP)[4]
| MVP                     |
| Lituània Mykolas Ruzgys |

### Màxims anotadors del campionat
|   | Jugador                    | Punts per partit | Punts | Partits jugats |
| - | -------------------------- | ---------------- | ----- | -------------- |
| 1 | Estònia Heino Veskila      | 16,7             | 100   | 6              |
| 2 | Letònia Voldemars Smits    | 15,4             | 108   | 7              |
| 3 | Lituània Pranas Lubinas    | 14,0             | 84    | 6              |
| 4 | Letònia Visvaldis Melderis | 12,7             | 89    | 7              |
| 5 | França Henri Lesmayoux     | 12,7             | 76    | 6              |

## Plantilla dels 4 primers classificats
Medalla d'or: Lituània Pranas Lubinas, Mykolas Ruzgys, Feliksas Kriaučiūnas, Leonas Baltrūnas, Zenonas Puzinauskas, Artūras Andrulis, Pranas Mažeika, Leonas Petrauskas, Eugenijus Nikolskis, Vytautas Norkus, Jurgis Jurgėla, Mindaugas Šliūpas, Vytautas Budriūnas, Vytautas Leščinskas (Entrenador: Pranas Lubinas)
Medalla d'argent: Letònia Visvaldis Melderis, Kārlis Arents, Jānis Graudiņš, Teodors Grīnbergs, Maksis Kazāks, Alfrēds Krauklis, Voldemārs Šmits, Juris Solovjovs, Aleksandrs Vanags, Kārlis Satiņš (Entrenador: Valdemārs Baumanis)
Medalla de bronze: Polònia Paweł Stok, Bogdan Bartosiewicz, Jerzy Gregołajtis, Florian Grzechowiak, Zdzisław Kasprzak, Ewaryst Łój, Stanisław Pawlowski, Zbigniew Resich, Jerzy Rossudowski, Jarosław Śmigielski (Entrenador: Walenty Kłyszejko)
Quart lloc: França Robert Busnel, Vladimir Fabrikant, Henri Lesmayoux, Fernand Prudhomme, Jean Jeammes, Etienne Roland, Emile Frezot, Robert Cohu, Maurice Mertz, Abel Gravier, Andre Ambroise, Gaston Falleur, Gabriel Gonnet, Alexandre Katlama (Entrenador: Paul Geist)